# Ecliptopera rectificata
Ecliptopera rectificata là một loài bướm đêm trong họ Geometridae.